# Castelnou (Hiszpania)
Castelnou – gmina w Hiszpanii, w prowincji Teruel, w Aragonii, o powierzchni 37,09 km². W 2011 roku gmina liczyła 177 mieszkańców.